# Lindenberg (Rhénanie-Palatinat)
Pour les articles homonymes, voir Lindenberg.
Lindenberg est une municipalité allemande située dans le land de Rhénanie-Palatinat et l'arrondissement de Bad Dürkheim.